# Mierzwin (województwo dolnośląskie)
Mierzwin (niem. Possen) – wieś w Polsce położona w województwie dolnośląskim, w powiecie bolesławieckim, w gminie Bolesławiec.

## Położenie
Mierzwin to niewielka wieś o długości około 1,1 km leżąca na Pogórzu Izerskim, w północnej części Niecki Lwóweckiej, na wysokości około 190–200 m n.p.m.

## Podział administracyjny
W latach 1975–1998 miejscowość administracyjnie należała do województwa jeleniogórskiego.

## Historia
Mierzwin jest wzmiankowany w dokumencie pochodzącym z 1305 roku, ale osadnictwo na tym terenie istniało jeszcze wcześniej. W 1786 roku mieszkało tu 11 kmieci, 27 zagrodników i 4 chałupników, był tu też młyn wodny. W 1821 roku w miejscowości zbudowano nową szkołę ewangelicką. W 1825 roku we wsi było 60 domów i młyn wodny oraz szkoła ewangelicka. W 1840 roku były tu 63 domy, szkoła ewangelicka, młyn wodny, wiatrak, 5 gospód i torfiarnia, a wśród mieszkańców było kilku rzemieślników i handlarz.

Po 1945 roku Mierzwin pozostał niewielką wsią rolniczą o ustabilizowanej sytuacji demograficznej, do czego przyczyniło się zasiedlenie w 1946 roku przez dużą grupę reemigrantów z Bośni. W 1978 roku było tu 38 gospodarstw rolnych, w 1988 roku ich liczba zmalała do 35.

## Zabytki
Na północno-zachodnim skraju Mierzwina zachowały się pozostałości grodziska pochodzącego z XII-XIV wieku, które miało kształt owalu o wymiarach około 25x35 m.

## Szlaki turystyczne
Przez Mierzwin przechodzi szlak turystyczny:
- prowadzący wokół Bolesławca.